# Videsmalbock
Videsmalbock (Oberea oculata) är en skalbagge i familjen långhorningar. Den är 15 till 21 millimeter lång. 